# 이나사토촌 (나가노현 가미이나군)
이나사토촌(伊那里村)은 나가노현 가미이나군에 있던 촌이다. 현재의 이나시에 해당한다.

## 역사
- 1889년 4월 1일 - 정촌제 시행에 의해 4촌의 구역을 확장해 성립하였다.
- 1959년 4월 1일 - 미와촌과 합병해 하세촌이 성립하여, 동일 이나사토촌은 폐지되었다.
- 2006년  다카토 정·하세 촌을 합병해 새로운 이나시가 성립하였다.

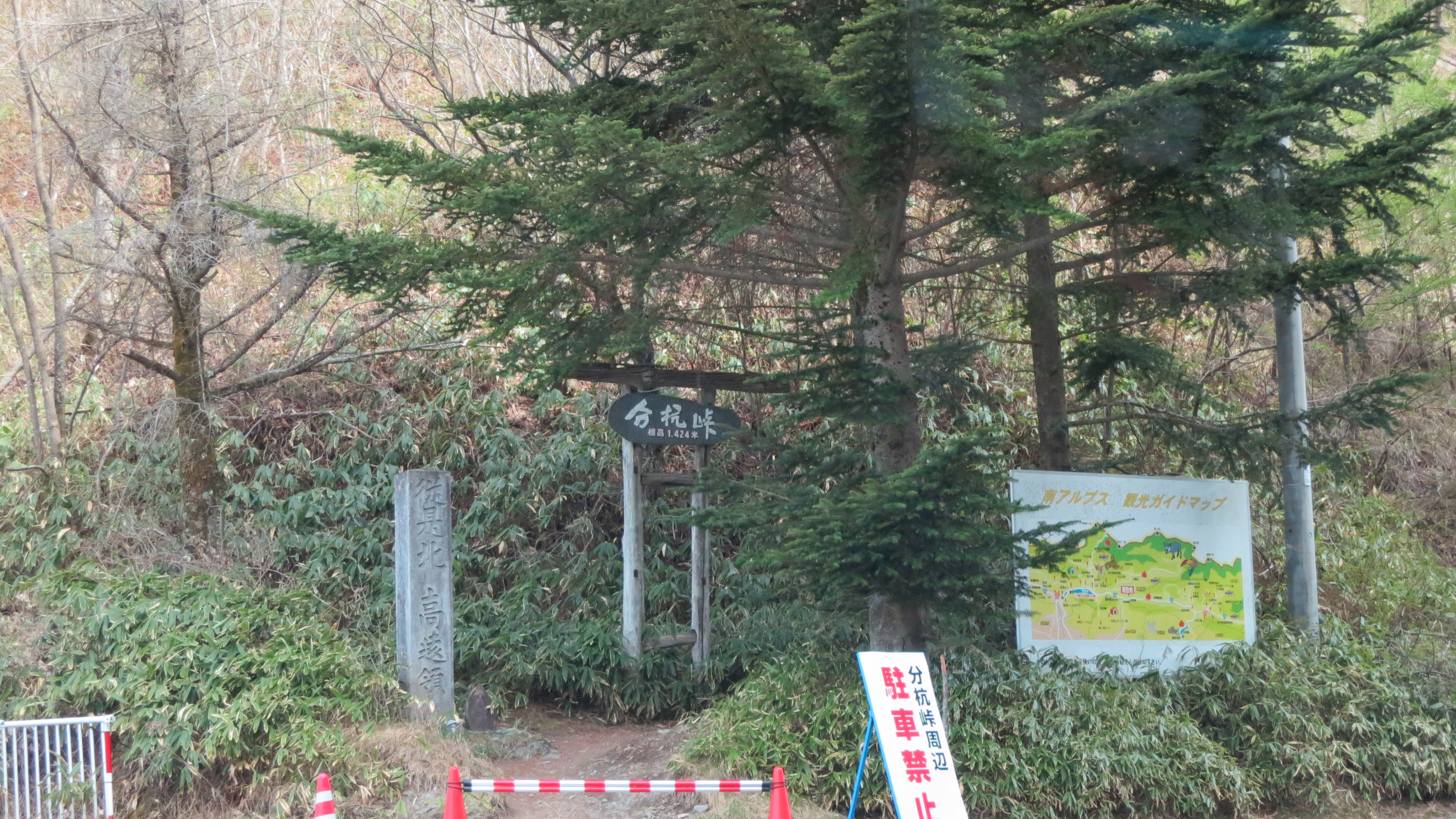
分杭峠
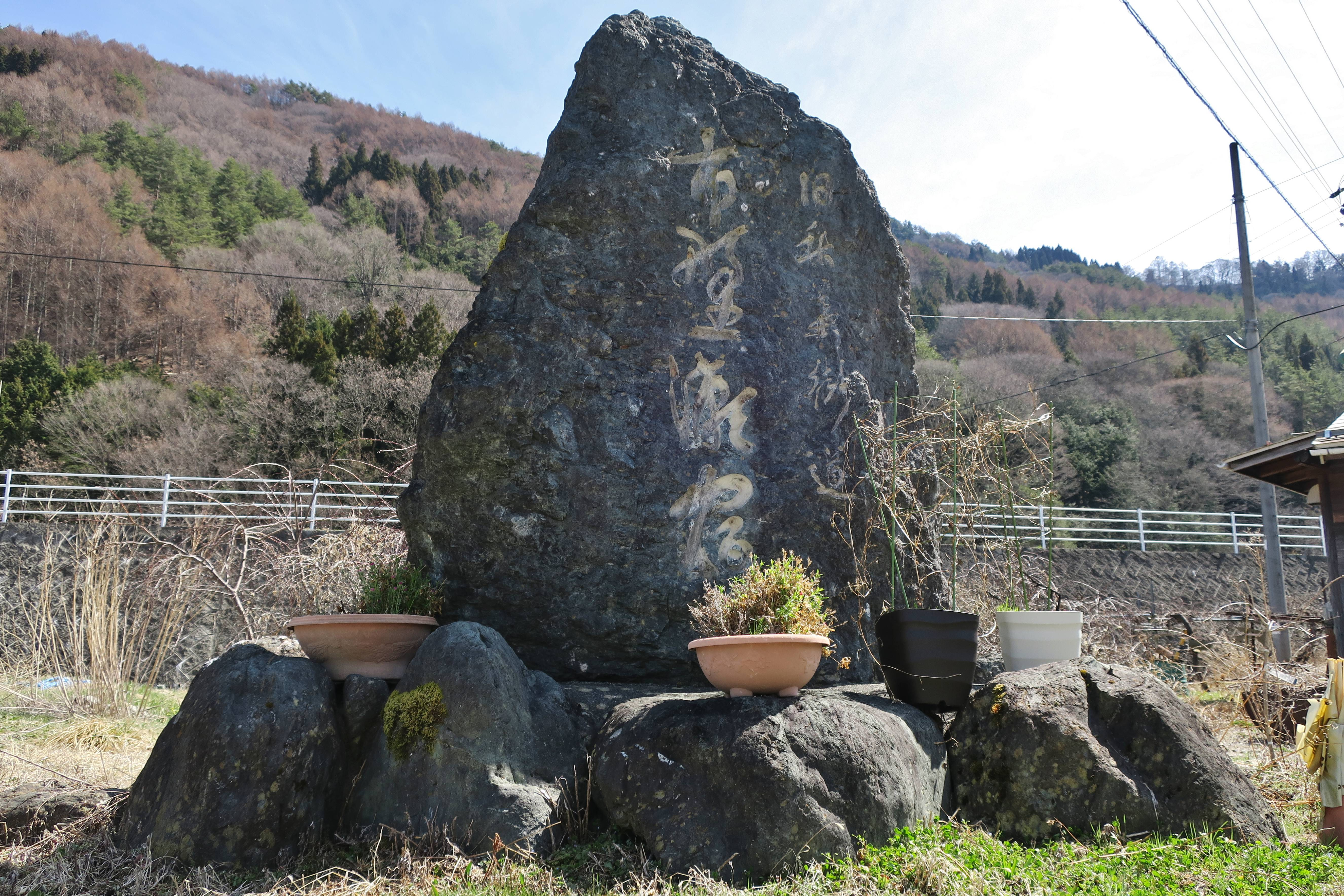
秋葉街道・市野瀬宿の石碑
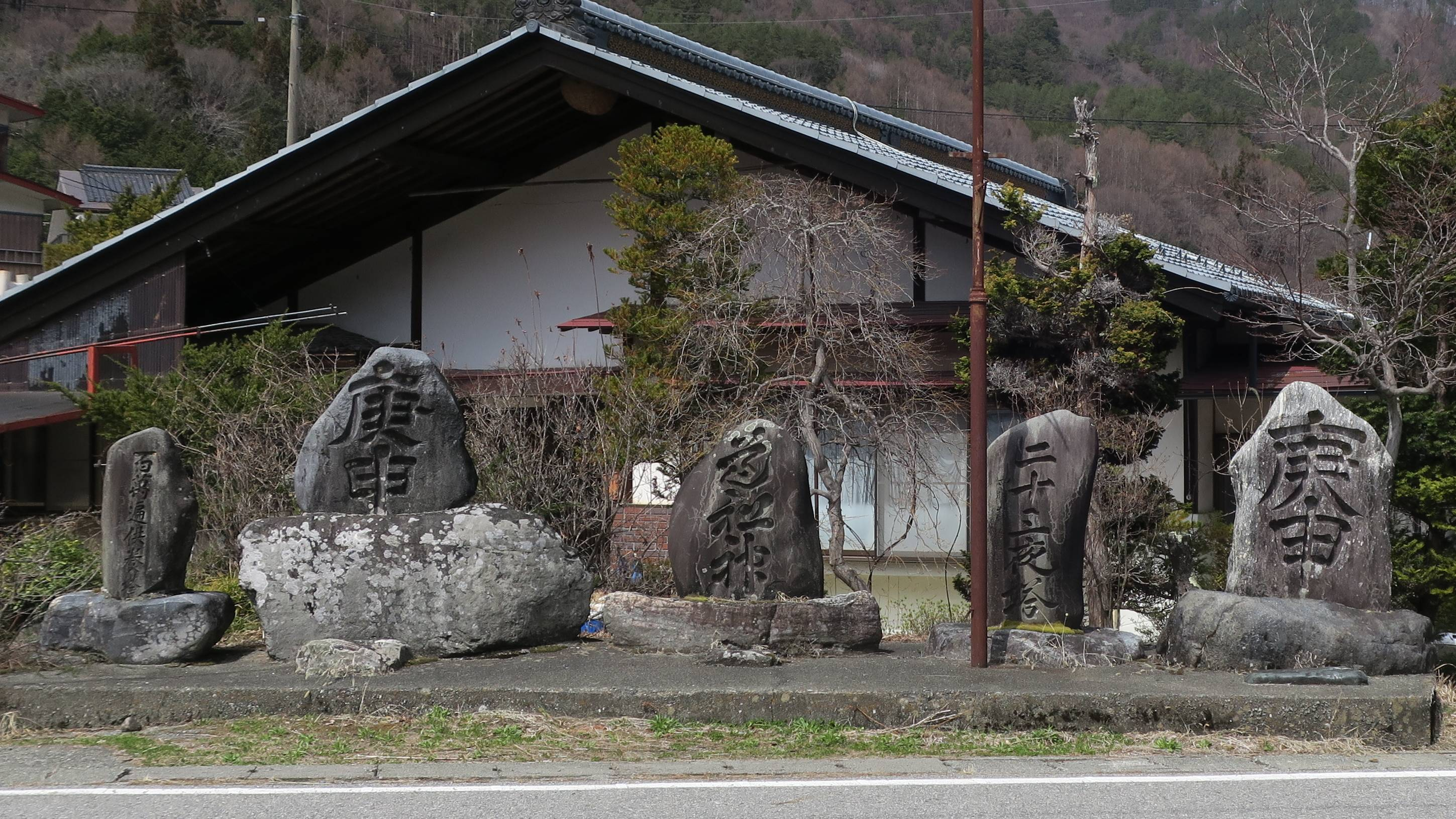
市野瀬宿の庚申塔
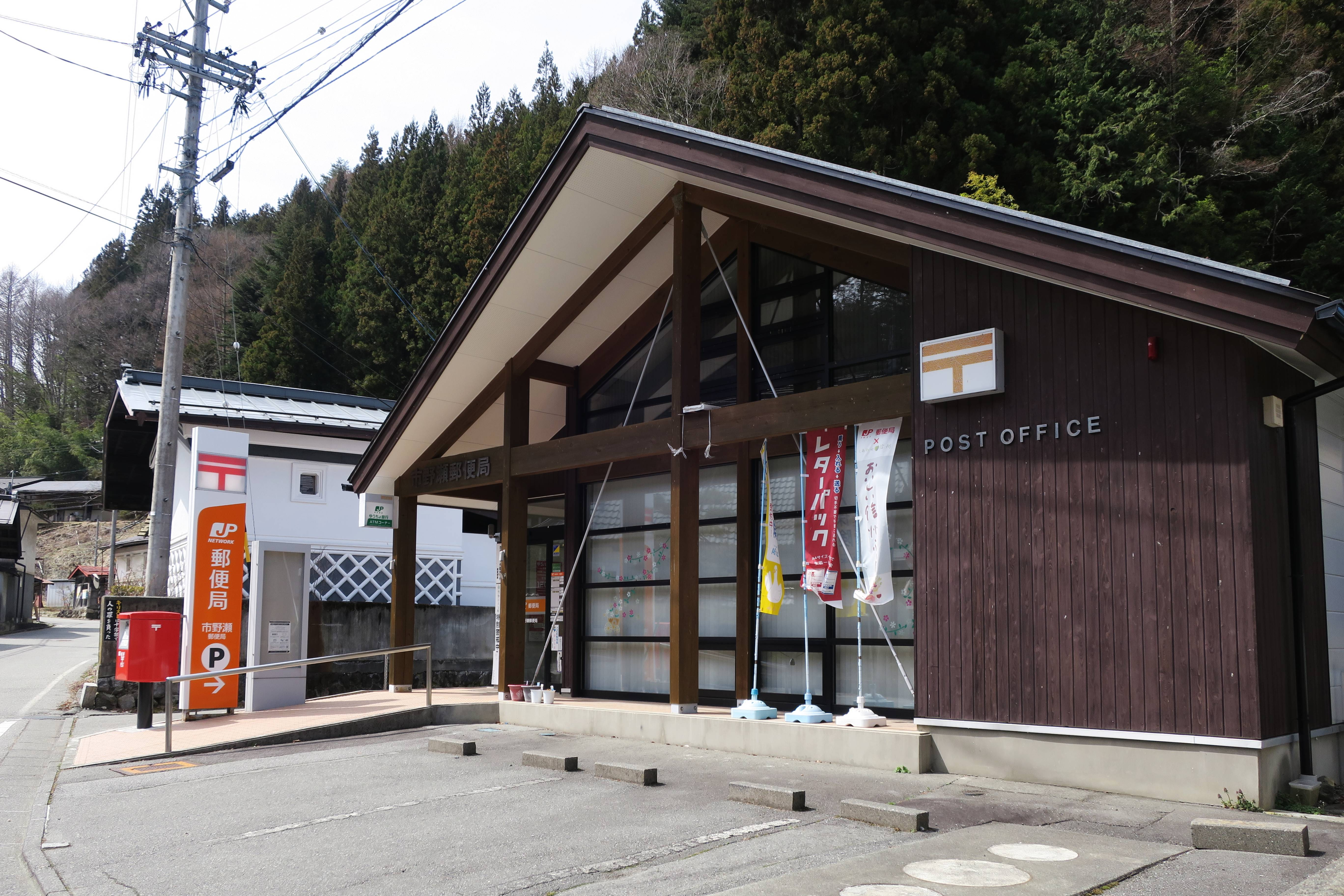
市野瀬郵便局

## 교통

### 도로
- 국도 제152호선

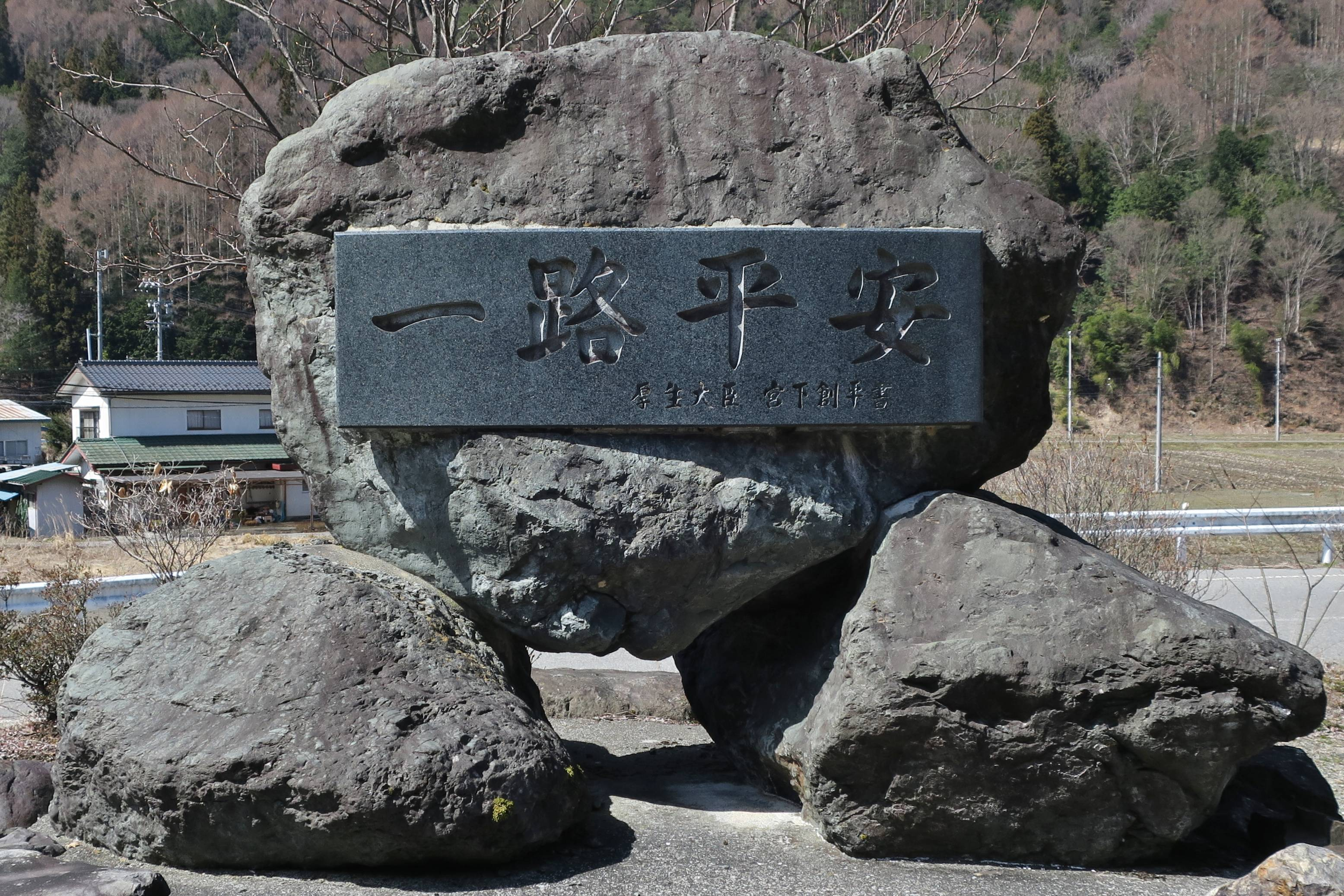
국도 제152호선・이치노세 우회도로 개통 기념비

## 참고문헌
- 角川日本地名大辞典 20 長野県